# Laplacian
În matematică și fizică, operatorul Laplace sau laplacianul, notat cu {\displaystyle \Delta \,}  sau {\displaystyle \nabla ^{2}}  și denumit după Pierre-Simon Laplace, este un operator diferențial, și anume un exemplu important de operator eliptic, care are multe aplicații. În fizică, este folosit în modelarea propagării undelor și propagării căldurii, stând la baza ecuației Helmholtz. Este esențial în electrostatică și mecanica fluidelor, prin prezența sa în ecuația Laplace și ecuația Poisson. În mecanica cuantică, el reprezintă termenul energie cinetică din ecuația Schrödinger. În matematică, funcțiile al căror laplacian este nul se numesc funcții armonice.

## Definiție
Operatorul Laplace este un operator diferențial de ordinul al doilea în spațiul euclidian n-dimensional, definit ca divergența gradientului. Astfel, dacă f este o funcție cu valori reale derivabilă de două ori, atunci laplacianul lui f este definit de relația
{\displaystyle \Delta f=\nabla ^{2}f=\nabla \cdot \nabla f,}   0000000000000000000000000000000000000000000000000000000000000000000000000000000000000000000000000000000000(1)
În mod echivalent, laplacianul lui f este suma tuturor derivatelor parțiale nemixte de ordinul doi în coordonate carteziene {\displaystyle x_{i}}:
{\displaystyle \Delta f=\sum _{i=1}^{n}{\frac {\partial ^{2}f}{\partial x_{i}^{2}}}.}   000000000000000000000000000000000000000000000000000000000000000000000000000000000000000000000000000000000000000000(2)
Ca operator de derivare de ordinul doi, operatorul Laplace transformă funcții de clasă Ck în funcții de clasă Ck-2 pentru k ≥ 2. Expresia (1) (sau echivalent (2)) definește un operator Δ : Ck(Rn) → Ck-2(Rn), sau, mai general, un operator Δ : Ck(Ω) → Ck-2(Ω) pentru orice mulțime deschisă Ω.

## Expresii in coordonate

### Bidimensionale
Laplacianul bidimensional este:
{\displaystyle \Delta f={\frac {\partial ^{2}f}{\partial x^{2}}}+{\frac {\partial ^{2}f}{\partial y^{2}}}}
unde x și y sunt coordonate carteziene standard din planul xy.
În coordonate polare,
{\displaystyle {\begin{aligned}\Delta f&={1 \over r}{\partial  \over \partial r}\left(r{\partial f \over \partial r}\right)+{1 \over r^{2}}{\partial ^{2}f \over \partial \theta ^{2}}\\&={1 \over r}{\partial f \over \partial r}+{\partial ^{2}f \over \partial r^{2}}+{1 \over r^{2}}{\partial ^{2}f \over \partial \theta ^{2}}.\end{aligned}}}